# 长圆叶艾纳香
长圆叶艾纳香（学名：Blumea oblongifolia），別名台湾艾纳香，是菊科艾纳香属的植物。分布在琉球群岛、台湾以及中国大陆的西南、浙江、江西、南部、广东、福建等地，多生长于草地、路旁、田边及山谷溪流边。
其种加词“oblongifolia”意为“长椭圆叶子的”。